# أبو الهول (عثة)
عثة أبو الهول (الاسم العلمي: Sphinx) هي جنس من الحشرات يتبع فصيلة عثث أبو الهول من رتبة حرشفيات الأجنحة.

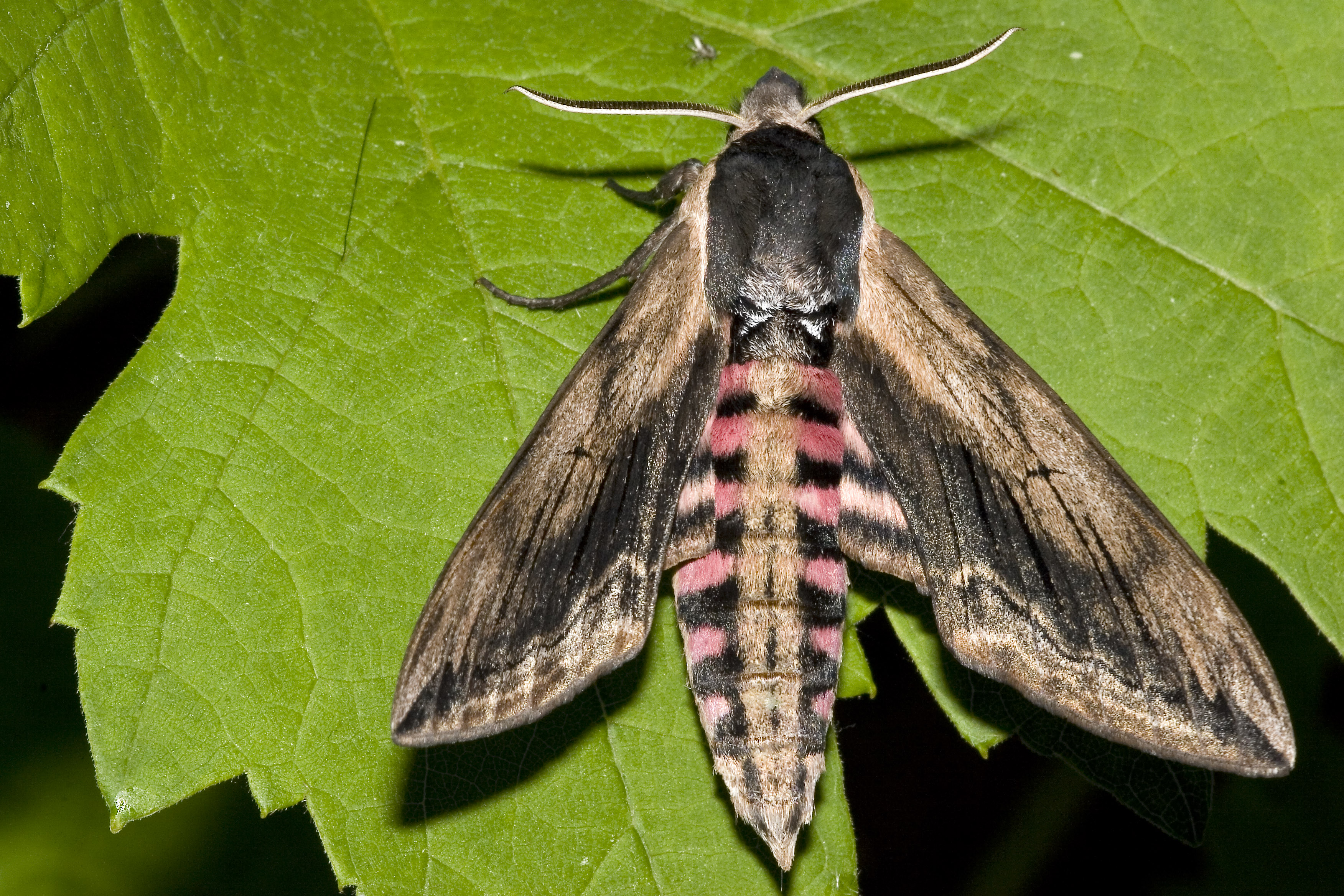
أبو الهول التمرحني
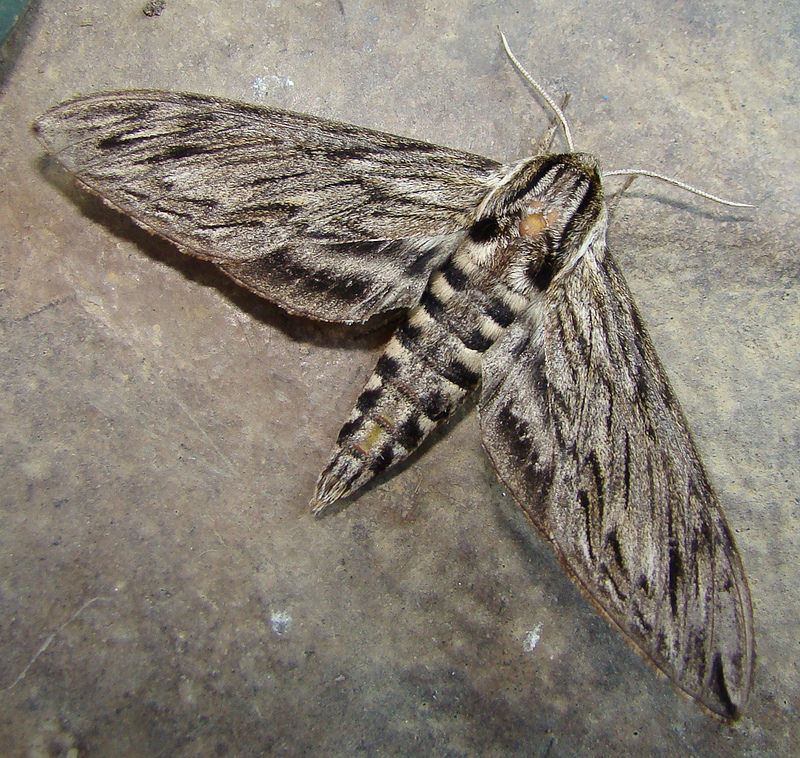
أبو الهول الكندي
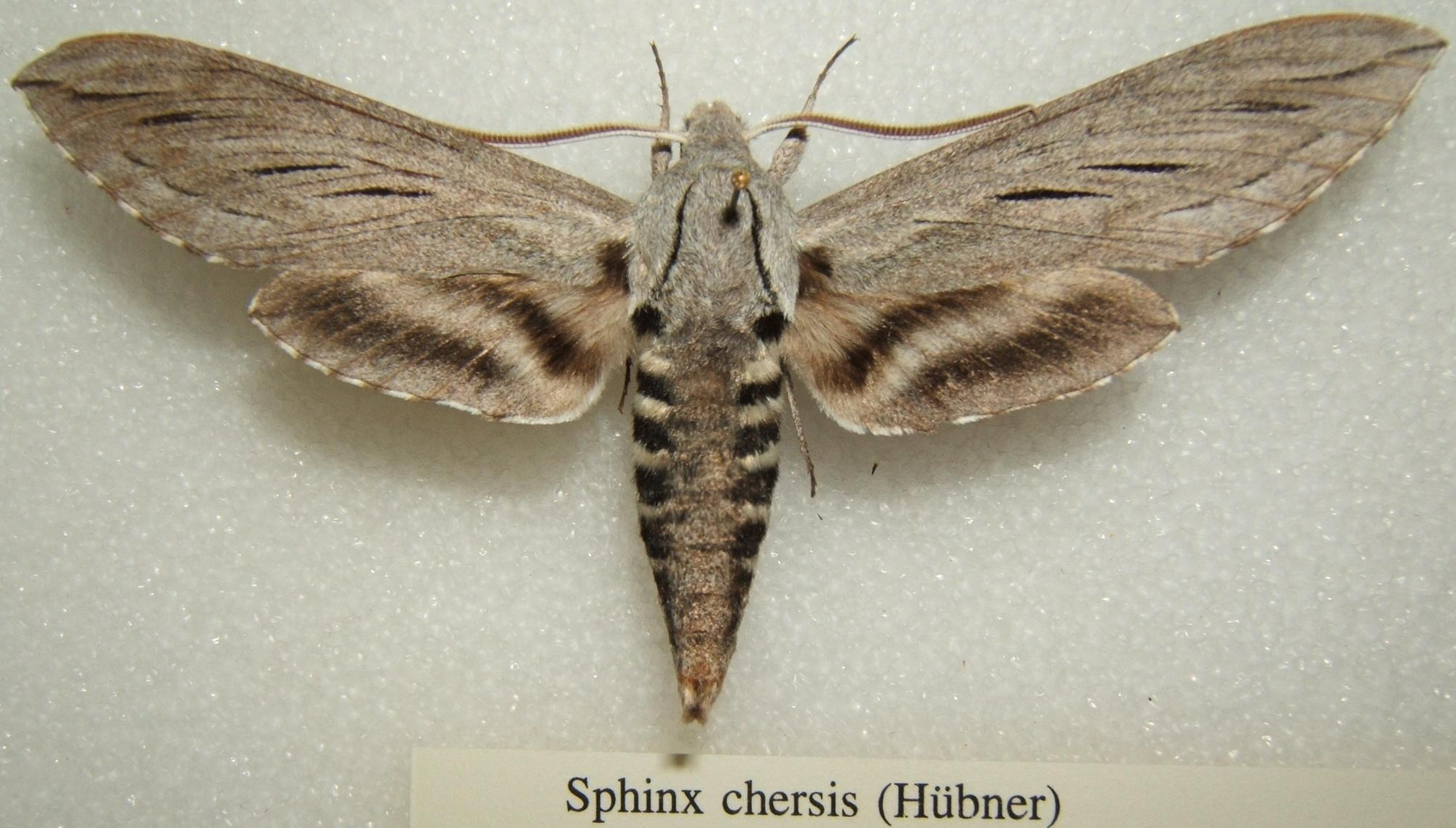
أبو الهول الدرداري
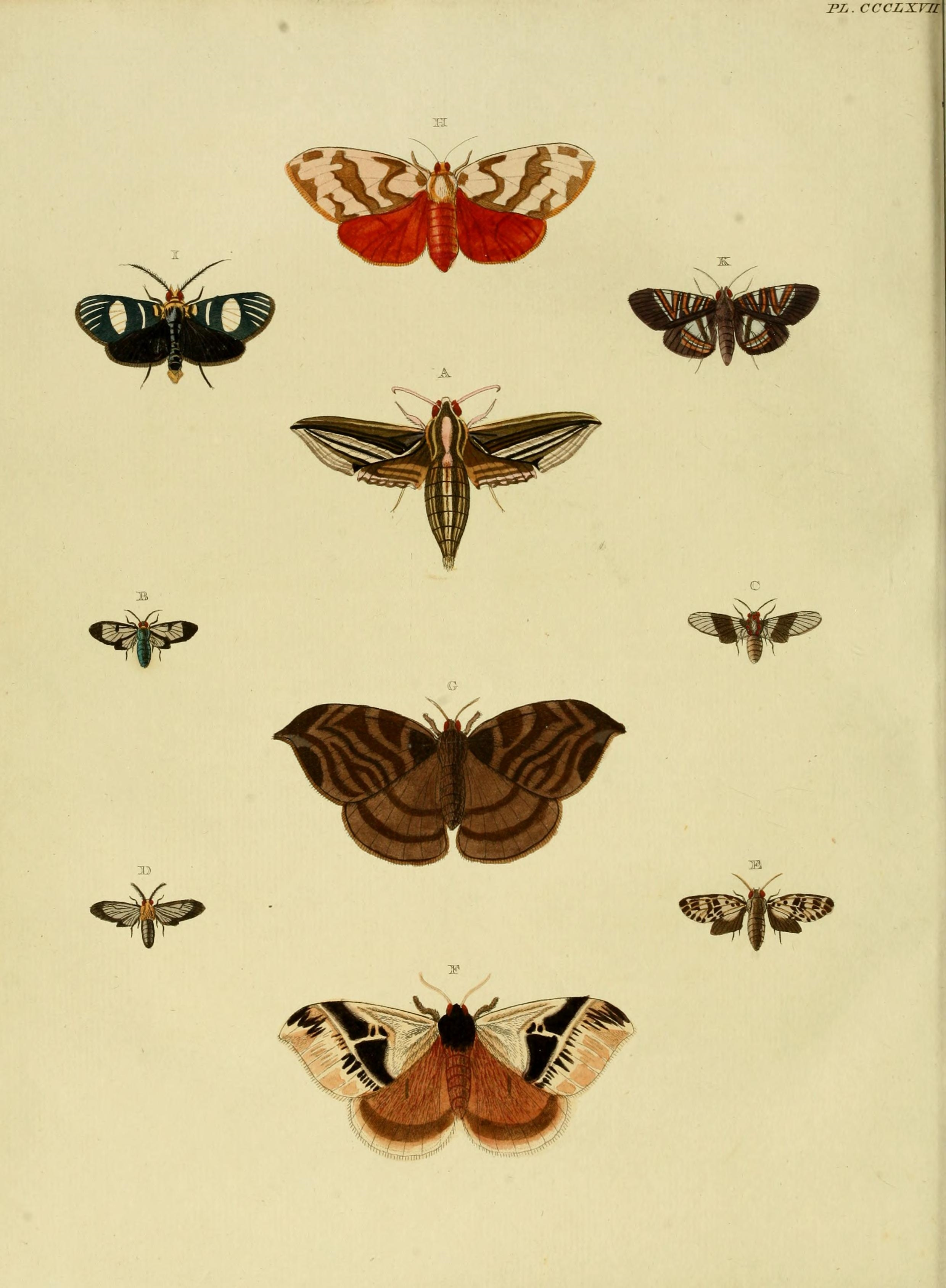
أبو الهول التفاحي
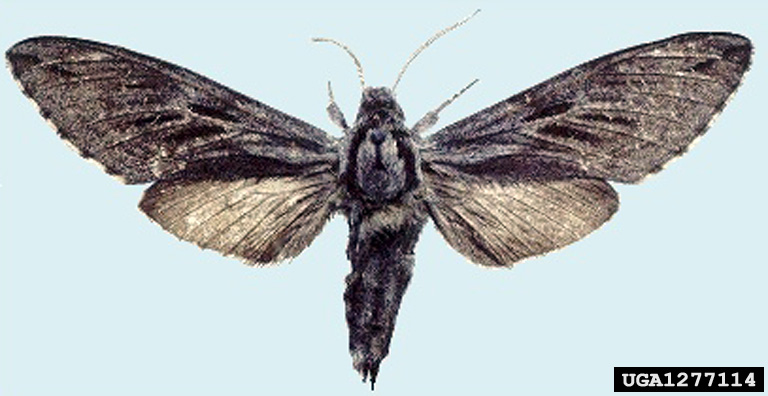
أبو الهول الأرزني

## أنواع عثة أبو الهول
- أبو الهول الأرزني
- أبو الهول التفاحي
- أبو الهول التمرحني
- أبو الهول الدرداري
- أبو الهول الكندي
- أبو الهول التوأمي
- أبو الهول الداكن
- أبو الهول الرمادي
- أبو الهول السناني
- أبو الهول الشاحب
- أبو الهول الطويل
- أبو الهول الفاشتي
- أبو الهول الفورموزي
- أبو الهول المبيض
- أبو الهول المتباعد
- أبو الهول اليوتاهي
- أبو الهول ثلاثي الألوان